# 过境酒店
过境酒店指的是位于国际机场中转区域的酒店，以给长时间等候转机但并没有入境的旅客休息。这样的酒店通常位于机场禁区内。
通常入住过境酒店并不需要持有机场所在国家的签证，但也存在例外情况。
一些國家、地區允許沒有簽證的轉機旅客在機場禁區外的指定酒店過夜。

## 拥有过境酒店的机场
- 仁川国际机场[2]
- 樟宜国际机场[3]